# Саритубек
Саритубе́к (каз. Сарытүбек) — село у складі Айиртауського району Північноказахстанської області Казахстану. Входить до складу Українського сільського округу, раніше перебувало у складі ліквідованої Жетикольської сільської ради.
Населення — 43 особи (2021; 153 у 2009, 165 у 1999, 213 у 1989).
Національний склад станом на 1989 рік:
- казахи — 100 %.

Колишня назва — Акмалиш.